# System ZEFIR
System ZEFIR – jest systemem informatycznym, który kompleksowo obsługuje sprawy związane z finansami i rachunkowością Służby Celno-Skarbowej.

## Funkcje systemu
System realizuje  pełny zakres operacji finansowych wykonywanych w administracji celnej (tj. obsługę rejestracji, poboru, rozliczania, oraz  księgowania należności celnych i podatkowych). Dane w nim zawarte umożliwiają wykonywanie raportów, które są wykorzystywane m.in. dla potrzeb statystyki, oraz kontroli sprawowanej przez administrację celną. System umożliwia również tworzenie różnorodnych raportów, uzależnionych od bieżących potrzeb. Dzięki swojej konstrukcji, ZEFIR jest systemem w pełni sparametryzowanym - w zależności od zmian w przepisach lub konieczności uzyskania dodatkowych informacji analitycznych, możliwe jest bieżące wprowadzanie zdefiniowanych wysokości stawek odsetek, nowej Księgi Głównej, planu kont, wzorców księgowań, itd. ZEFIR jest powiązany z innymi systemami dedykowanymi Służbie Celnej (m.in. z systemem zgłoszeń celnych - CELINA, czy NCTS - systemem operacji tranzytowych). Uzyskał akceptację, jako działający zgodnie z wymaganiami UE.

## Korzyści z wdrożenia systemu
- Zwiększenie skuteczności rozliczeń i windykacji należności Skarbu Państwa.
- Szybki dostęp do danych finansowych, oraz historii dokumentów.
- Zwiększenie kontroli i nadzoru służbowego nad całokształtem spraw finansowo-księgowych.
- Ujednolicenie planu kont i wzorców księgowań oraz procesów finansowo-księgowych we wszystkich jednostkach administracji celnej.
- Prowadzenie elektronicznej wymiany danych z Narodowym Bankiem Polskim.
- Realizowanie importu i eksportu danych z i do systemu.
- Połączenie z systemem CELINA - możliwe jest automatyczne przekazywanie do ZEFIRA danych ze zgłoszeń celnych, oraz powiązanie z tym systemem mechanizmu zwalniania towarów działającego w ramach CELINY.

## Podsystemy systemu ZEFIR
System OSOZ (Ogólnopolski System Obsługi Zabezpieczeń i Pozwoleń) jest centralnym podsystemem Systemu ZEFIR wykorzystującym standard XML do komunikacji z podmiotami gospodarczymi i Systemami Celnymi (np. NCTS, CELINA). Celem Systemu jest zapewnienie systemom Celina, NCTS, ZEFIR i innym elektronicznych usług przez nie wymaganych. Zakres tych usług dotyczy obsługi zabezpieczeń wykorzystywanych podczas rejestracji zgłoszeń celnych i deklaracji podatkowych.
Mechanizm INFOP - to nowa funkcjonalność Systemu ZEFIR, pozwalająca na przesyłanie do kontrahentów pod zadeklarowany przez nich adres e-mail informacji o sposobie rozliczenia dokonanej wpłaty, oraz cyklicznych informacji o stanie zadłużenia.